# Antispeculatiebeding
Het antispeculatiebeding is een in Nederland voornamelijk bij de verkoop van nieuwe woningen door overheden gangbare contractuele voorwaarde. Het is opgesteld om te voorkomen dat mensen gaan handelen in woningen en grote winsten gaan maken. Het beding valt onder de wettelijke regeling van het boetebeding in artikel 6:91-94 van het Burgerlijk Wetboek. De rechter heeft volgens die bepalingen de bevoegdheid een overeengekomen boete te matigen. Hiervan moet blijkens de rechtspraak van de Hoge Raad echter een terughoudend gebruik worden gemaakt, zie HR 27 april 2007 NJ 2007, 262.
Als mensen een nieuwbouwwoning kopen, is hiervan de omgeving vaak nog kaal en niet aangekleed. Als je er dan 2 jaar in woont is dit wel het geval. Dit geeft een grote meerwaarde aan het huis en het wordt hierdoor meer waard. Om te voorkomen dat mensen hier misbruik van te maken door het goedkoop aan te schaffen en duur te verkopen heeft men het anti-speculatiebeding ingebracht. In de meeste gevallen gaat het om een periode van 5 jaar waarin je niet je aangekochte woning mag doorverkopen. Zoals bij alles zijn er ook hier uitzonderingen voor, dit zijn:
- Overlijden
- Echtscheiding
- Onteigening

Dit is gedaan omdat je in die gevallen niet met opzet afstand zal doen van je woning. 
Mocht je je niet aan de regel houden dan kun je een boete verwachten welke wordt vastgesteld door de gemeente of overheid. Vaak zal deze richting de hoogte gaan van de winst die je hebt gemaakt zodat je deze weer kwijt bent.
Het beding is er niet alleen voor nieuwbouwwoningen zoals eerder aangegeven. Ook huidige woningen kunnen natuurlijk verhandeld worden. Hiervan is echter weinig sprake omdat vaak alleen de inflatie de prijs van de woning nog aanpast. De omgeving zal in veel gevallen namelijk niet meer aangepast worden waardoor er geen meerwaarde wordt gecreëerd.